# فایشتنهوهه
فایشتنهوهه (به آلمانی: Fichtenhöhe) یک شهر در آلمان است که در مرکیش-اودرلند واقع شده‌است. فایشتنهوهه ۵۷۸ نفر جمعیت دارد.